# Loi visant à renforcer la lutte contre la transphobie et à améliorer notamment la situation des mineurs transgenres
 (octobre 2024).
 (octobre 2024).
La mise en forme du texte ne suit pas les recommandations de Wikipédia : il faut le « wikifier ».
Les points d'amélioration suivants sont les cas les plus fréquents. Le détail des points à revoir est peut-être précisé sur la page de discussion.
- Les titres sont pré-formatés par le logiciel. Ils ne sont ni en capitales, ni en gras.
- Le texte ne doit pas être écrit en capitales (les noms de famille non plus), ni en gras, ni en italique, ni en « petit »…
- Le gras n'est utilisé que pour surligner le titre de l'article dans l'introduction, une seule fois.
- L'italique est rarement utilisé : mots en langue étrangère, titres d'œuvres, noms de bateaux, etc.
- Les citations ne sont pas en italique mais en corps de texte normal. Elles sont entourées par des guillemets français : « et ».
- Les listes à puces sont à éviter, des paragraphes rédigés étant largement préférés. Les tableaux sont à réserver à la présentation de données structurées (résultats, etc.).
- Les appels de note de bas de page (petits chiffres en exposant, introduits par l'outil «  Source ») sont à placer entre la fin de phrase et le point final[comme ça].
- Les liens internes (vers d'autres articles de Wikipédia) sont à choisir avec parcimonie. Créez des liens vers des articles approfondissant le sujet. Les termes génériques sans rapport avec le sujet sont à éviter, ainsi que les répétitions de liens vers un même terme.
- Les liens externes sont à placer uniquement dans une section « Liens externes », à la fin de l'article. Ces liens sont à choisir avec parcimonie suivant les règles définies. Si un lien sert de source à l'article, son insertion dans le texte est à faire par les notes de bas de page.
- La présentation des références doit suivre les conventions bibliographiques. Il est recommandé d'utiliser les modèles {{Ouvrage}}, {{Chapitre}}, {{Article}}, {{Lien web}} et/ou {{Bibliographie}}. Le mode d'édition visuel peut mettre en forme automatiquement les références.
- Insérer une infobox (cadre d'informations à droite) n'est pas obligatoire pour parachever la mise en page.

Pour une aide détaillée, merci de consulter Aide:Wikification.
Si vous pensez que ces points ont été résolus, vous pouvez retirer ce bandeau et améliorer la mise en forme d'un autre article.
 (octobre 2024).
La Loi visant à renforcer la lutte contre la transphobie et à améliorer notamment la situation des mineurs transgenres (ci-après: « Loi visant à améliorer la situation des mineurs transgenres ») est une loi québécoise adoptée par l'Assemblée nationale en juin 2016. Elle a été introduite en tant que Projet de loi 103 lors de la première session de la 41e législature. Cette loi ajoute l'identité ou l'expression de genre aux motifs de discriminations interdits par la Charte des droits et libertés de la personne du Québec, et modifie le Code civil du Québec de manière à permettre aux mineurs d'obtenir le changement de la mention de leur sexe figurant à leur acte de naissance dans le registre de l'état civil, sans nécessiter l'autorisation de leurs parents à partir de 14 ans.

## Cheminement du projet de loi 103
Le projet de loi 103 a été introduit sous le gouvernement libéral de Philippe Couillard par la ministre de la Justice Stéphanie Vallée le 31 mai 2016, adopté à l'unanimité par l'Assemblée nationale dix jours plus tard, le 10 juin 2016.

## Accueil initial
Le projet de loi 103 a notamment reçu l'appui de l'Ordre des psychologues du Québec et du Barreau du Québec, ces derniers déplorant cependant l'empressement avec lequel le gouvernement désirait agir. Les médias québécois ont réservé au projet de loi un accueil généralement favorable,, sans être univoque.

## Controverses

### Nomination d'un «comité des sages»
Le 13 septembre 2023, le ministre de l'Éducation Bernard Drainville a annoncé vouloir mettre sur pied un « comité de sages » en lieu et place de la demande du chef du Parti québécois, Paul St-Pierre Plamondon, de mettre sur pied une commission parlementaire, se disant inquiet que la « gauche radicale impose ses idéologies dans les écoles ». Le gouvernement a nommé son « comité des sages » le 5 décembre 2023, ce dernier devant rendre son rapport à l'hiver 2025. Selon le directeur général du Conseil québécois LGBTQ, le travail du « comité des sages » serait inutile puisqu'il aurait déjà été fait par le gouvernement, et publié dans une guide à l'intention des milieux scolaires ayant pour titre « Pour une meilleure prise en compte de la diversité sexuelle et de genre ».

### Contestation constitutionnelle
Le guide du ministère de l'Éducation Pour une meilleure prise en compte de la diversité sexuelle et de genre, y énonce que les droits des élèves trans et non binaires seraient déjà prévus par la loi. Selon le guide, l'ajout de «l'identité ou l'expression de genre» à la Charte des droits et libertés de la personne obligerait les écoles à utiliser le prénom et les pronoms choisis par l'élève trans ou non-binaire, « le refus [de ce faire étant] susceptible d'entraîner des conséquences légales ». Toujours selon le guide, les modifications apportées au Code civil du Québec imposeraient par ailleurs un devoir de confidentialité à l'égard des parents de l'élève de 14 ans et plus,. Ce guide, qui prétend refléter l'état du droit à la suite de l'adoption de la Loi visant à renforcer la lutte contre la transphobie et à améliorer notamment la situation des mineurs transgenres, fait l'objet d'une contestation constitutionnelle, intentée par une enseignante formulant une objection de conscience à l'effet de prendre part à la transition de genre d'un élève de  14 ans tout en taisant cette information à ses parents.

### ReportageTrans Expressde l'émissionEnquête
Le jeudi 24 février 2024, l'émission Enquête (Radio-Canada) a diffusé un reportage intituléTrans Express entièrement consacré aux transitions et détransitions de genre chez des mineurs au Québec. Le documentaire critique vertement l'approche dite « trans-affirmative » à la base de la Loi visant à améliorer la situation des mineurs transgenres, qui  repose sur le postulat selon lequel la seule personne à même de déterminer son identité de genre est la personne concernée, et préconise le traitement de la dysphorie de genre le plus tôt possible par l'affirmation du genre auquel la personne s'auto-identifie. Le questionnaire questionne notamment le fait que le diagnostic de dysphorie de genre semble être priorisé par rapport à d'autres troubles de santé mentale (dépression, trouble de la personnalité limite, trouble alimentaire, etc.). Une scène prise par caméra cachée y expose une consultation chez une médecin dans laquelle une adolescente de 14 ans s'est fait prescrire de la testostérone en moins de 9 minutes.
Sans mettre l'accent sur l'angle juridique, le documentaire met en scène certains protagonistes ayant joué un rôle important lors du processus d'adoption de la Loi visant à améliorer la situation des mineurs transgenres en 2016, nommément la psychologue Françoise Susset, seule spécialiste entendue en travaux parlementaires, ainsi que la travailleuse sociale Annie Pullen-Sansfaçon, alors représentante de l'organisme Enfants transgenres Canada dont toutes les représentations ont été intégrées à la loi, selon cette dernière.
Objet d'une soixantaine de plaintes, notamment de la part du Conseil québécois LGBTQ+ et de l’Université de Montréal, l'ombudsman de Radio-Canada a jugé le 28 août que le reportage Trans express ne contrevenait pas aux normes et pratiques journalistiques de la société d’État.